# Isopora cuneata
Espèce
Statut de conservation UICN

 VU A4ce : Vulnérable
Isopora cuneata est une espèce de coraux appartenant à la famille des Acroporidae.